# 林己知夫
林 己知夫（はやし みちお、1952年 - ）は、日本の建築家。

## 略歴
- 1952年　東京都文京区に生まれる。
- 1965年　文京区立誠之小学校卒業。小学校の同級に、篠辺修（全日本空輸社長）がいる。
- 1971年　東京教育大学附属中学校・高等学校（現・筑波大学附属中学校・高等学校）卒業。

高校の同期には、石田徹（元資源エネルギー庁長官）、井上和雄（元衆議院議員）、川又雄二郎（数学者）、越澤明（都市工学者）、佐野一彦（イラストレーター）、津田真男（モスクワオリンピック・シングルスカル日本代表）、村上誠一郎（衆議院議員）、児玉宏（指揮者）らがいる。
- 1977年　早稲田大学理工学部建築学科卒業（在学中大隈奨学金を授与される）。
- 1981年　林己知夫建築設計室設立：一級建築士。

建築家岡田新一、川村純一との交流をきっかけに、建築家の道を目指す。大学在学中の指導教授は池原義郎、また設計製図は内井昭蔵が指導、同時に実務研修をした木島安史の影響を受ける。尊敬する建築家は吉村順三とミケランジェロ、ともに神々しい空間に惹かれている。

## 活動
建築家として、住宅・クリニック・教育施設などを設計。医療施設としては産婦人科・内科・整形外科・小児科などがあり、首都圏のみではなく、高知県・富山県などにも作品がある。その他、舞台美術家松井るみのスタジオ（センターラインアソシエイツ）、脚本家大野木寛の住宅など の設計も手がけた。
また、東京建築士会理事・青年委員長などを歴任、東京工科専門学校非常勤講師として、設計製図を指導。
産婦人科の設計を通じ、産後ケアについての関心も高く、とよくら産後ケアハウスのオープンニングにも携わった。出産前後の環境や産科医師の実態をふまえて、少子化社会への現実的な提案をした著書をものにしている。
人柄は、その人の生み出すものすべてに反映されるが、その意味では林己知夫の生み出す作品には、キャリアや才能にとらわれず、常に穏やかで物腰の柔らかい人を包み込むようなやさしい人柄がにじみ出ている。流行や華美に流されない繊細かつおおらかな作品の評価は、その人柄とともに高い。住む人の気持ちを最優先させる姿勢は、一般住居のみに関わらず、クリニックのような公共施設の設計にも大いにいかされている。

## 主な作品
- 1982年　秦邸 （東京都文京区）東京建築士会住宅コンクール受賞
- 1996年　中華人民共和国駐日本国大使館商務処改修（東京都港区）
- 1999年　キルト三軒茶屋（東京都世田谷区）
- 2004年　筑波大学附属中学校富浦寮（千葉県富浦町）
- 2005年　大沢内科クリニック（富山県砺波市）
- 2006年　センターラインアソシエイツ（東京都江東区）
- 2009年　大野木寛邸（東京都目黒区）
- 2010年　金龍寺庫裏（東京都台東区）
- 2011年　クリスタルパレス（東京都板橋区）
- 2013年　テラスくすのき門（東京都目黒区）
- 2016年　viola石神井公園（東京都練馬区）
- 2018年　artista（東京都練馬区）
- 2020年　高輪ゲートウェイ水素ステーション（東京都港区）

## 著書
- 建築設計実務のチェックシート（共編著、東京建築士会編、彰国社、第3版2008年）
- 子育て世代が住みたいと思うまちに（第一法規、2014年）